# Georgina Toth
Georgina Toth, född 10 mars 1982, är en friidrottare från Kamerun. Hon deltog vid olympiska sommarspelen 2008.